# Cees Haast

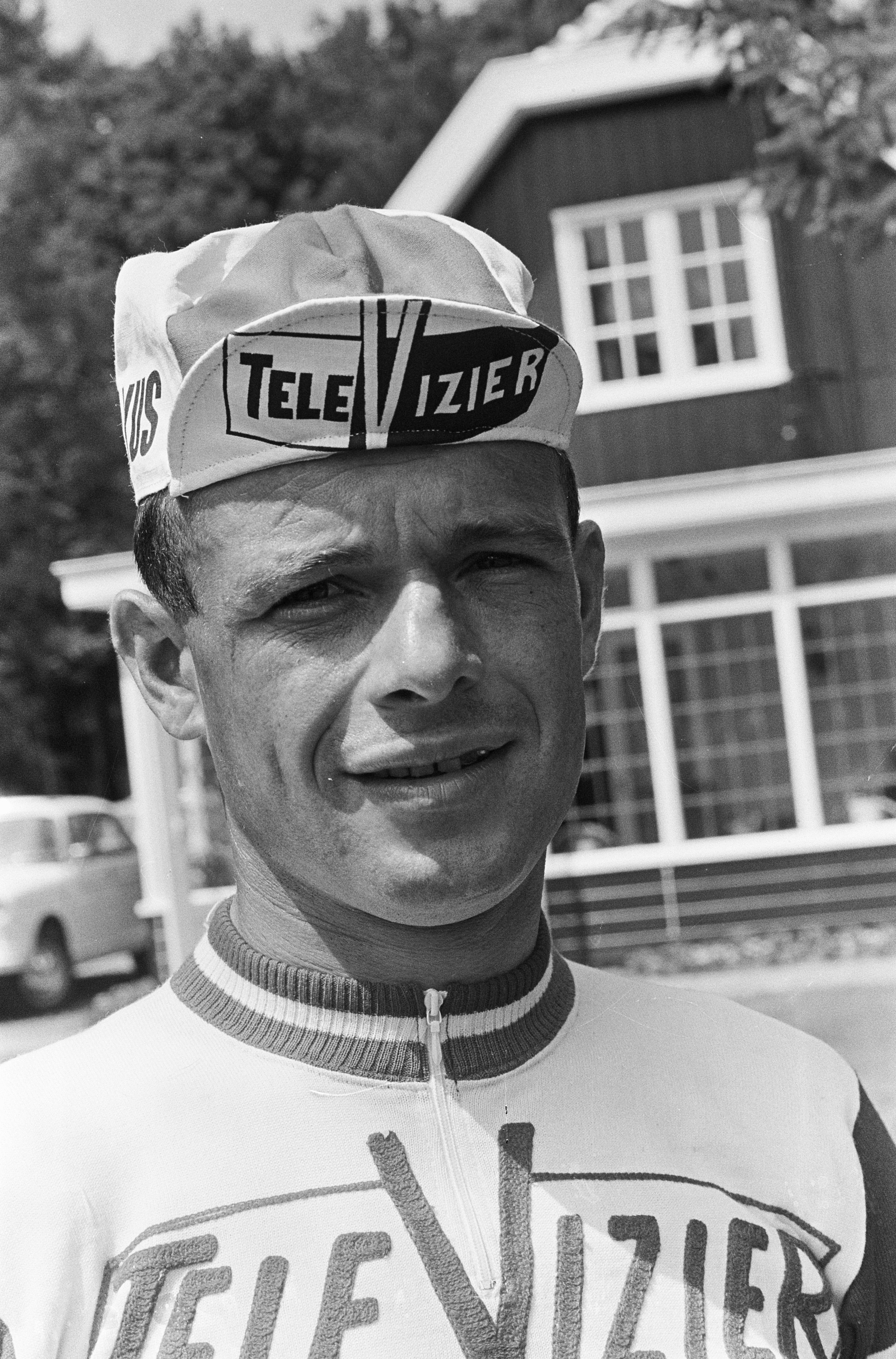
Cees Haast 1966

Cees Haast (* 19. November 1938 in Rijsbergen, Provinz Noord-Brabant; † 18. Januar 2019 in Rucphen) war ein niederländischer Radrennfahrer.

## Sportliche Laufbahn
Als Amateur startete er für den Verein Fortuna Zundert. Er wurde Zweiter in der Limburg-Rundfahrt und in der Ronde van Midden-Zeeland 1962. 1963 siegte er in der Kanada-Rundfahrt.
Haast war von 1964 bis 1969 Berufsfahrer. 1964, seinem ersten Jahr als Profi wurde er Zweiter der nationalen Meisterschaft im Straßenrennen hinter Jo de Roo. 1966 wurde er erneut Vize-Meister hinter Gerben Karstens. Seine bedeutendsten Erfolge waren die beiden Etappensiege in der Vuelta a España 1966. 1968 gewann er eine Etappe in der Luxemburg-Rundfahrt.  
Die Tour de France fuhr er 1964 (39.), 1965 (ausgeschieden), 1966 (36.), 1967 (14.) und 1969 (63.). In der Vuelta a España wurde er 1966 Achter, 1967 Fünfter. Er startete in der spanischen Landesrundfahrt auch 1968 (20.) und 1969 (32.). Den Giro d’Italia 1968 beendete er auf dem 22. Rang.